# 徳川いれずみ師 責め地獄
『徳川いれずみ師 責め地獄』（とくがわいれずみしせめじごく）は、1969年公開の日本映画。
R-18（旧成人映画）指定。
吉田輝雄主演、石井輝男監督。東映京都撮影所製作、東映配給。
併映『懲役三兄弟』（菅原文太主演、佐伯清監督）。

## 概要
石井輝男監督による"異常性愛路線"第6作。江戸時代、兄弟弟子の二人の刺青師が、腕と名誉をかけ美しい女体の柔肌に掘った刺青で腕を競う。この過程で、串刺し、ノコギリによる首切り、女体逆さ吊り、白人女の人間屏風、女体凧あげ、竹のしなりで空中股裂き、人間針ねずみ、女体ワイン熟成、三角木馬、水車責め等々、23種に及ぶ責めの極致が展開される。内容の過激さゆえに主演女優が撮影途中に行方不明になったり、東映京都撮影所（以下、京撮）で、石井監督排斥運動が表面化し現場が混乱寸前に陥ったいわく付き映画としても知られる。

## あらすじ
徳川時代の苛酷な刑罰に苦しみ、消えていった男と女。それを物語る墓石の列。そこに真新しい柩を掘り起こし、狂ったように腹を引き裂く女が..。その手に握られた鍵で冷たく食い込む鉄の貞操帯を外そうとするがポキッと折れてしまう。早くに両親を亡くした女・由美は、残された借金返済がかさみ、与力である鮫島の口ききで大黒屋の奉公が決まった。しかしそこは刺青女がたむろする、一度入ったら抜け出すことの出来ない世にも恐ろしい売春宿だった。

## スタッフ
- 監督：石井輝男
- 企画：岡田茂・天尾完次
- 脚本：石井輝男・掛礼昌裕
- 撮影：わし尾元也
- 美術：雨森義允
- 編集：神田忠男
- 音楽：八木正生

## キャスト
- 彫秀：吉田輝雄
- 彫辰：小池朝雄
- お鈴：橘ますみ
- 由美：片山由美子
- お竜：藤本三重子
- 鮫島：田中春男
- ハニー：ハニー・レーヌ
- 鬼吉：芦屋雁之助
- 女牢名主：賀川雪絵
- お絹：葵三津子
- 囚人A：由利徹
- 囚人B：大泉滉
- 大黒屋の客A：上田吉二郎
- 大黒屋の客B：人見きよし
- 綱吉：若杉英二
- 刺青師A：五十嵐義弘
- 囚人A（声）：曽我町子

## 製作経緯

### 企画
企画、及び映画タイトル命名は、当時の東映企画製作本部長・岡田茂（のち、同社社長）。「このタイトルで行け!」と岡田が命じ製作がスタート、1968年の全三話からなるオムニバス『徳川女刑罰史』の第三話「刺青責め」を全面展開した。手掛けた映画を全部当てる石井輝男を岡田は「映画の天才」と呼び、当時のラインアップの穴の空きそうなところは全部"石井物"と書き、絶大な信頼を置いていたといわれる。岡田は本作を興行の重要週間である1969年のゴールデンウィークに配置した。

### 脚本
岡田の指示を受けた掛礼昌裕がプロットを書き石井に提出。石井はここで中盤の山場になる墓場のシーンを一番前に出すことを提案し再構築した。しかし流れがうまくいかず、石井が過去形で出せばいいと言い、それでもまだ詰まると掛礼がいうと、さらに遡るとどうかと石井が話し、結果、過去から大過去に遡る縦横無尽に一つの世界が出来上がり、京撮の映画文法を逸脱したシナリオが完成した。掛礼は石井の構成力に驚かされた。また長崎出島の猥雑なシーンは当初、ワンシーンだけだったが、石井が途中からもっと膨らませたいと言い出し、撮影に入って書き足した。　

### 撮影
主演の由美てる子が逆さ片足吊りなど、悲鳴を上げる過酷な撮影に失踪、行方不明になり代わって当時20歳の片山由美子が抜擢された。片山は『平凡パンチ』で脱いだことがあり本作に脇役で抜擢されていた。別の役で撮影も終わっていたが、数日たって呼ばれて「役が変わった。主役になったから」といわれた。どうせ脱ぐなら主役で脱いだ方がいいと喜んだが、吊るされ縛られグルグル回され自分が惨めで涙が出たという。前貼りも無い時代で局部には絆創膏を貼った。さらに任侠映画が全盛期の京撮に於いては、ピンク路線は異端扱いで村八分状態だったと話している。片山の主役交代劇は最初から決められていたという見方もある。日本人説もあるハニー・レーヌは『徳川女刑罰史』では一介の拷問モデルであったが本作では主役級に抜擢され、夜光塗料入りの刺青を全身に彫られてしまう女を演じる。ハニー・レーヌは本作公開時点ではまだ無名のままだったが、1969年夏、東京12チャンネル土曜深夜の情報番組『ナイト・スポット』のカバーガールに起用され、全裸で番組冒頭に登場し、一気に知名度を上げている。

### 助監督の批判声明
女優やスタッフを容赦なく扱う石井監督と営利追求だけの映画製作を続ける岡田企画製作本部長に不満を抱く助監督一同が本作撮影中の1969年4月14日、京撮の組合掲示板に声明文を貼り出す事態となった。これに呼応して朝日新聞がバッシング運動を展開した。

## 評価
マスメディアに多くの醜聞を提供したが興行成績は振るわず。浮気者の映画ファンは"異常性愛路線"にもすぐに飽き、石井の興行的神通力も尽きた。予算も削られ、京都に近い裏日本でロケを行い、石井が信頼できるスタッフだけで完成させたのが、本作と同じ1969年10月19日に公開された『江戸川乱歩全集 恐怖奇形人間』だった。しかし排斥運動の影響もあって『江戸川乱歩全集 恐怖奇形人間』をまともに相手にしようとする映画評論家は当時皆無で、興行も惨敗。結果、岡田と石井が手掛けた"異常性愛路線"も惨めな終焉を迎えた。しかし1980年代に入り、アメリカから「カルト映画」という概念の流入により復活、『江戸川乱歩全集 恐怖奇形人間』をリアルタイムを知らない新しい映画ファンの間で口コミで評判が広がり、"異常性愛路線"も再評価されるようになった。桂千穂が特に本作『徳川いれずみ師 責め地獄』を絶賛し、石井輝男の最高傑作どころか、"日本映画の最高傑作"と評している。杉作J太郎は「全世界の映画の頂点」と絶賛し、「すべてが偶発的というか、シナリオがちゃんとあるのに、すべてがアクシデントに見える。狂った人の日常の記録なのかもしれない」と話している。石井作品、とりわけ徳川時代のSM映画は諸外国で評価が高い。本作が日本より先に海外でビデオ化されるとファッション感覚でライトな入れ墨しか知られていなかった外国人には、日本人が快楽と拷問のための証として背負うエキセントリックな入れ墨に度肝を抜かれた。外国人の娘を誘拐して全身に蛍光色の刺青をほどこし、暗闇の中を全裸で踊るシーンは「まさしく本物の60年代サイケデリア」と言わしめた。2000年代以降、石井作品は欧州、特にイタリアやスペインでカルト的人気があるという。